# 空母航空団
空母航空団（くうぼこうくうだん、英語: Carrier air wing, CVW）は、アメリカ海軍における航空母艦搭載航空機（艦上機）の部隊編制である。
2020年時点では、複数の飛行隊（航空隊）で構成され、戦闘攻撃機から電子戦機、早期警戒機、輸送機までが含まれた混成航空部隊である。所属機はヘリコプターも含め70機前後程度である。

## 概要
現在のアメリカ海軍では、装備の整備や要員の練成を担当する「フォース・プロバイダー」（練度管理責任者）と、そこから差し出された戦力を運用する実施部隊である「フォース・ユーザー」（事態対処責任者）の区別がはっきりしている。そして艦上機におけるフォース・ユーザーにあたるのが空母航空団であり、本土にいる機種別のタイプ航空団をフォース・プロバイダーとして、そこから差し出された飛行隊・航空機によって編成されるようになっている。
1隻の空母には1個CVWが搭載されて運用が行なわれるが、原子力空母が炉心交換 (RCOH) など大規模整備に入って長期間行動不能になった場合には別の空母に乗り換えることになっており、その組み合わせは必ずしも不変のものではない。

## 編制の変遷

### 第二次世界大戦期 (1940年代)
太平洋戦争開戦時のヨークタウン級における典型的な空母航空群は下記のような編制であった。
- 艦上戦闘機 - F4F×18機（1個飛行隊）
- 艦上爆撃機 - SBD×18機（1個飛行隊）
- 雷撃機 - TBD×18機（1個飛行隊）
- 偵察機 - SBD×18機（1個飛行隊）

エセックス級が竣工し戦力化された1943年以降の空母航空群は下記のような編制となった。
- 艦上戦闘機 - F6F-3×36機（2個飛行隊）
- 艦上爆撃機 - SBDまたはSB2C-1C×36機（2個飛行隊）
- 雷撃機 - TBF/TBM-1×18機（1個飛行隊）

また終戦直後に就役したミッドウェイ級の搭載機は下記の構成が予定されていた。
- 艦上戦闘機 - F4U-4×64機
- 夜間戦闘機 - F6F-5N×4機
- 艦上爆撃機 - SB2C×64機
- 偵察機 - F6F-5P×4機

実際に就役した際にはアベンジャー雷撃機も搭載されており、また1940年代末には、艦上戦闘機はF8F-1/2、艦上攻撃機はAD-1スカイレイダーに更新された。
なお、ロケット弾や誘導爆弾などの発達につれて、航空魚雷は対艦兵器としては用いられなくなり、かわって対潜兵器としての性格を強めていったことから、1946年には、アメリカ海軍は雷撃機という機能分類を廃止し、艦上爆撃機とあわせて攻撃機に統一した。

### 冷戦前期 (1950・60年代)

#### CV・CVB→CVA
大戦が終わるとジェット機の普及が進み、これは艦上機も例外ではなかった。初のジェット艦上戦闘機となったのがFH-1ファントムで、1947年より実戦部隊への配備が開始された。その他にも各社が様々な機種を開発したが、F2HバンシーやF9Fパンサーは比較的長期にわたって運用された。なお1952年には、従来のCV・CVBは、（CVSになったものを除き）一括して攻撃空母（CVA）へと船体分類記号を変更した。
その後、後退翼化による性能向上が図られることになり、パンサーをもとにしたクーガーのほか、F3Hなども配備された。また1957年からは、初の超音速機としてF8Uクルセイダーの配備が開始された。CVG/CVWにおいて、第1・2飛行隊は戦闘機が配置され、1つはディーマンやF4Dスカイレイのような全天候戦闘機、1つはクルセイダーのような昼間戦闘機が配置された。第3・4飛行隊にはコルセアやパンサー、クーガー、FJ-4フューリーのように戦闘機を転用した攻撃機が配置され、後にA4Dスカイホークによって更新された。また中攻撃機として、スカイレイダーによる第5飛行隊が配備された。
一方、主として空軍の戦略爆撃機への対抗のため、核兵器の導入も図られた。まずP2Vネプチューンの艦上運用を試みたのち、1949年よりAJサヴェージ（後にA-2）の部隊配備が開始され、重攻撃飛行隊（VAH）を編成した。これらは、大型のミッドウェー級において、第6飛行隊として配置されたが、エセックス級での運用は限定的であった。その後、1950年代中盤には、同機による核攻撃任務は海外の陸上基地から実施されるように方針転換されたことから、多くが地上に移されて、少数機のみが空中給油機や偵察機に転用されて艦上展開を継続することになった。一方、1956年からは、サヴェージの後継としてA3Dスカイウォーリア（後にA-3）が就役し、VAHに配備された。
また1960年代には、常備配備ではなかったものの、早期警戒飛行隊（VAW）も組み込まれるようになっていった。このほか、捜索救難やトンボ釣り (Plane guard) など多岐にわたる任務を担当する汎用ヘリコプターとしてHUP 2機、また輸送用（COD）にTFトレーダー1機も搭載された。
1960年代の編成例
- 戦闘飛行隊（VF）- F-8またはF-3×24～28機（2個飛行隊）
- 攻撃飛行隊（VA）- A-4×24機＋A-1×12機（3個飛行隊）
- 重攻撃飛行隊（VAH）- A-3×10～12機（1個飛行隊）
- 軽写真偵察飛行隊（VFP）- RF-8（1個分遣隊）
- 艦上空中早期警戒飛行隊（VAW）- AD-5（1個飛行隊）
- 汎用ヘリコプター分遣隊 - HUP

#### CVS
冷戦構造の成立とともに、ソ連海軍を仮想敵とした次なる大西洋の戦いに備えるべく、西側諸国は対潜戦能力の強化を迫られることになった。その対応策の一環として、従来の護衛空母に加えてエセックス級などの正規空母も対潜戦に投入されることになり、1952年にCVS（対潜空母）の船体分類記号が新設された。
CVSの艦上に展開するCVSG（対潜空母航空群）の運用機材としては、当初はAD-4W/SやAF ガーディアンが用いられていたが、後にS2Fが広く用いられるようになった。編成としては、これらの機体を運用する対潜飛行隊（VS）2個（各12機）を基本として、後にはこれにHSS-1NやHSS-2といった哨戒ヘリコプター飛行隊も加わった。
また東側諸国のMiG戦闘機が対潜空母の艦上機を脅かし、対潜空母自身もソ連の哨戒機の接近を受けるようになったことから、1954年より戦闘機の分遣隊が対潜空母に派遣されるようになり、通常は4機のF2Hバンシーが搭載された。その後、艦上戦闘機の大型化・高性能化に伴い、対潜空母での運用が困難になったことから、1960年以降は戦闘機を搭載せずに運用されるようになった。しかしその後開発されたスカイホークは、攻撃機ながら高速敏捷で、しかも対潜空母でも運用可能なコンパクトさを備えていた。1965年6月1日、対潜戦闘機飛行隊（VSF-1）が編成されて、各艦にスカイホーク4機ずつの分遣隊が派遣されるようになった。

### ベトナム戦争期 (1960・70年代)
1961年より、全天候艦上戦闘機としてF4Hファントム（後にF-4）の部隊配備が開始され、折からのベトナム戦争において最も活動した米軍戦闘機となった。ただしエセックス級はF-4を搭載できず、F-8の運用が継続されることになり、戦後約20年経って、エセックス級とミッドウェー級の艦上戦闘機に差別化が生じることになった。
また攻撃飛行隊でも、1961年よりスカイウォーリアの後継としてA3Jヴィジランティ（後にA-5）、また1963年よりスカイレイダーの後継としてA-6イントルーダーが、それぞれ運用を開始した。一方、スカイホークの「軽攻撃」カテゴリを引き継いだのがA-7コルセアIIで、1969年までに転換を完了した。特にA-6を搭載できないエセックス級では、第5飛行隊を含めて3個飛行隊が搭載された例もあった。
一方、ベトナム戦争の戦費負担や戦後の国防予算削減を受けて、CVSを維持することが困難になっており、1969年に「フォレスタル」に試験的にSH-3Dヘリコプター8機を搭載した際に良好な結果が得られたこともあって、攻撃空母が対潜戦を兼務するようになった。これに伴い、船体分類記号はCVA/CVANからCV/CVNへと変更された。
またE-2Aの艦隊配備（1964年）などによって索敵範囲が拡大したことを受けて、艦上戦闘機の交戦距離の延伸が志向されることになった。まず空軍の戦闘爆撃機と共通化したF-111Bが計画されたものの、これは断念され、改めてF-14が開発された。これはF-111Bで予定されていたAN/AWG-9レーダーとAIM-54 フェニックス空対空ミサイルを搭載した最強の艦上戦闘機として結実し、1973年より配備を開始した。ただしミッドウェー級ではF-14の運用に対応できず、F-4の運用が継続された。また1974年からは、S-2の後継としてS-3Aヴァイキングの配備が開始されたが、こちらもミッドウェー級には搭載できなかった。
なお、1976年から1977年の「フランクリン・D・ルーズベルト」の最後の航海では、海兵隊のAV-8Aハリアー飛行隊の艦上展開が試みられた。しかし他の固定翼機はいずれもCATOBAR運用を行うのに対し、ハリアーのみがSTOVL運用を行っており、分秒単位で綿密に進行する艦上の発着艦作業においては、このような異質な動きを組み込むと流れを乱してしまうことが判明し、以後、CVWにハリアーが加わることはなかった。
1970年代の編成例
- 戦闘飛行隊（VF）- F-4またはF-14×24機（2個飛行隊）
- 攻撃飛行隊（VA）- A-6×9～12機＋KA-6D×4機（1個飛行隊）およびA-7×24機（2個飛行隊）[注 1]
- 偵察攻撃飛行隊（RVAH）- RA-5C×3～4機[注 1]
- 電子攻撃飛行隊（VAQ） - EA-6B×4機（1個飛行隊）
- 艦上空中早期警戒飛行隊（VAW）- E-2C×4機（1個飛行隊）
- 対潜攻撃飛行隊（VS）- S-3A×10機（1個飛行隊）[注 1]
- 対潜ヘリコプター飛行隊（HS）- SH-3D×8機（1個飛行隊）[注 1]
- 汎用ヘリコプター分遣隊 - UH-2
- 艦隊兵站支援飛行隊（VRC）- C-1

### 冷戦後期 (1980・90年代)
F-14は高性能ではあったがあまりに高価であり、F-4を全て代替することは難しかった。このこともあり、F-4とA-7を1機種で代替するものとして開発されたのがF/A-18 ホーネットであり、1983年より艦隊配備を開始した。これにあわせて、従来の戦闘飛行隊（VF）と攻撃飛行隊（VA）の機能を併せ持つ戦闘攻撃飛行隊（VFA）が編成されるようになった。
ただしA-7からF/A-18に変更すると、兵装搭載量・航続距離ともに減少することから、F-14とF/A-18（またはA-7）を削減してA-6Eを増強し、打撃力を強化することも検討された。これは空母「セオドア・ルーズベルト」などで試みられたことから「ルーズベルト航空団」と通称されたが、打撃力の中核となるA-6Eの近代化に限界があり、その後継となるA-12も開発中止になったため、本格導入には至らなかった。また冷戦終結後の部隊削減に伴う戦力低下を補うため、1992年には、海兵隊航空団のF/A-18とEA-6Bを艦上に展開する方針が発表された。
1990年代初頭の編成例
- 戦闘飛行隊（VF）- F-14×24機（2個飛行隊）
- 戦闘攻撃飛行隊（VFA）- F/A-18×24機（2個飛行隊）
- 攻撃飛行隊（VA）- A-6E×10機＋KA-6D×4機（1個飛行隊）
- 電子攻撃飛行隊（VAQ） - EA-6B×4機（1個飛行隊）
- 艦上空中早期警戒飛行隊（VAW）- E-2C×4機（1個飛行隊）
- 対潜攻撃飛行隊（VS）- S-3A/B×10機（1個飛行隊）
- 対潜ヘリコプター飛行隊（HS）- SH-3HまたはSH-60F×6機＋HH-60H×2機（1個飛行隊）

### 対テロ戦争 (2000年代以降)
F/A-18は更に発展を続け、1992年には、F-14の後継となるF/A-18E/F スーパーホーネットの開発が決定された。単座型F/A-18Eと複座型F/A-18Fがそれぞれ2個飛行隊ずつの組み合わせを基本とするが、スーパーホーネットの導入途上においては、レガシーホーネットにナイトアタック改修を施したF/A-18C(N)、更には海兵隊のホーネット飛行隊の派遣を受ける場合もあった。2020年代の時点では、F/A-18F飛行隊は定数12機、F/A-18E飛行隊のうち1個は12機で残り2個は10機とされている。F-35Cの配備にあたっては、当初は定数10機のF/A-18E飛行隊2個を1対1で代替する計画だったが、納入遅延もあり、定数16機の飛行隊（スーパースコードロン）1個とすることも検討されている。
早期警戒機としては、従来のE-2Cシリーズの最終発達型にあたるホークアイ2000を経て、2014年より、その発達型にあたるE-2Dの配備が開始された。またヘリコプターは、哨戒ヘリコプターはMH-60R、多用途・補給支援ヘリコプターはMH-60Sに更新された。
またアメリカ海軍では、2000年代から戦闘用無人航空機（UCAV）の研究を進めており、2010年代初期にはX-47Bを開発、2013年に空母での発着艦テストを実施した。このテストは一応成功したものの、まずは艦上機としてのUAVは空中給油機と情報収集プラットフォームとして導入するように方針を転換し、2019年にはMQ-25の試作機が初飛行した。ただし将来的にはUCAVの導入も確実視されており、アメリカ国防総省と関連が深いシンクタンクであるCSBAでは、2040年の空母航空団の一案として、対地・対艦攻撃用のUCAV飛行隊3個、F-35C飛行隊1個、F/A-XX（F/A-18E/F後継機）飛行隊1個、電子戦担当UAV飛行隊1個、E-2D早期警戒飛行隊1個、無人給油飛行隊2個、ヘリコプター11機および多用途無人機2機という編成を提案している。
2010年代の編成例 (予定)
- 戦闘攻撃飛行隊（VFA）- F/A-18E/F×24機＋F-35C×20機（各2個飛行隊）
- 電子攻撃飛行隊（VAQ） - EA-18G×5機（1個飛行隊）
- 艦上空中早期警戒飛行隊（VAW）- E-2D×4機（1個飛行隊）
- ヘリコプター海洋打撃飛行隊（HSM） - MH-60R×3機（1個飛行隊）
- ヘリコプター海上戦闘飛行隊（HSC） - MH-60S×3機（1個飛行隊）
- 艦隊兵站支援飛行隊（VRC）- C-2A×2機

## 空母航空団の一覧
2025年2月時点
| 名称           | 略称   | インシグニア | テイルコード | 搭載母艦                           | 陸上基地             |
| -------------- | ------ | ------------ | ------------ | ---------------------------------- | -------------------- |
| 第1空母航空団  | CVW-1  |              | AB           | CVN-75 ハリー・S・トルーマン       | オシアナ海軍航空基地 |
| 第2空母航空団  | CVW-2  |              | NE           | CVN-70 カール・ヴィンソン          | リムーア海軍航空基地 |
| 第3空母航空団  | CVW-3  |              | AC           | CVN-69 ドワイト・D・アイゼンハワー | オシアナ海軍航空基地 |
| 第5空母航空団  | CVW-5  |              | NF           | CVN-73 ジョージ・ワシントン        | 厚木基地 / 岩国基地  |
| 第7空母航空団  | CVW-7  |              | AG           | CVN-77 ジョージ・H・W・ブッシュ    | オシアナ海軍航空基地 |
| 第8空母航空団  | CVW-8  |              | AJ           | CVN-78 ジェラルド・R・フォード     | オシアナ海軍航空基地 |
| 第9空母航空団  | CVW-9  |              | NG           | CVN-72 エイブラハム・リンカーン    | リムーア海軍航空基地 |
| 第11空母航空団 | CVW-11 |              | NH           | CVN-71 セオドア・ルーズベルト      | リムーア海軍航空基地 |
| 第17空母航空団 | CVW-17 |              | NA           | CVN-68 ニミッツ                    | リムーア海軍航空基地 |